# Mulino Maria Stella
De Mulino Maria Stella (Molen Sterre der Zee) is een windmolen die zich bevindt nabij het Riserva naturale integrale Saline di Trapani e Paceco, op Sicilië.
Dit regionaal natuurreservaat, te Nubia nabij Trapani en Paceco, bestaat uit zoutpannen. Het zout werd gewonnen met behulp van windmolens met zes wieken. Het betreft ronde stenen torenmolens. Tegenwoordig wordt het zout er op industriële wijze gewonnen.
De Mulino Maria Stella maakt deel uit van een bezoekerscentrum en het Zoutmuseum (Museo del Sale) dat behoort bij het natuurreservaat.